# 菖蒲池駅

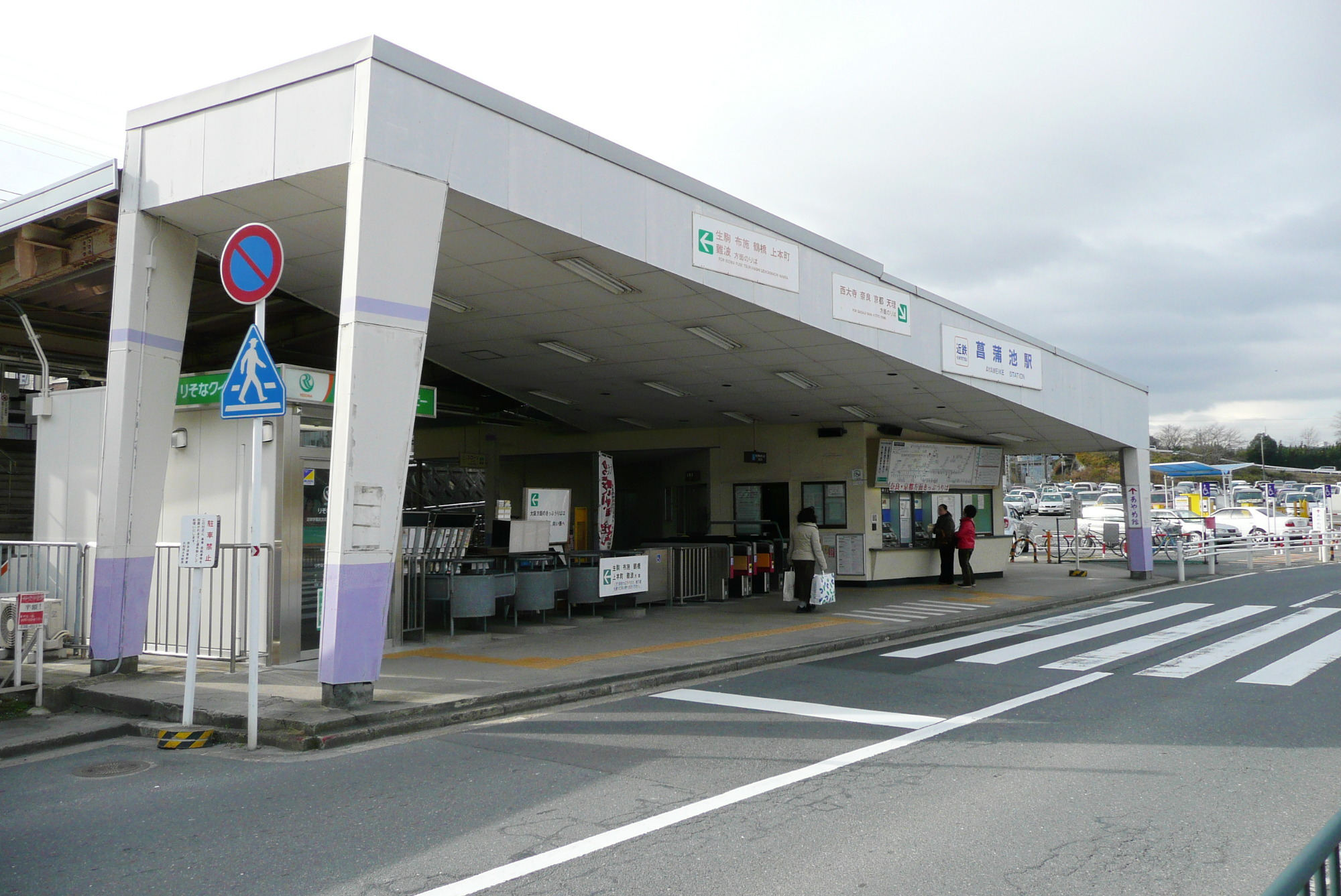
奈良方面駅舎(2008年)

菖蒲池駅（あやめいけえき）は、奈良県奈良市あやめ池南二丁目にある、近畿日本鉄道（近鉄）奈良線の駅。駅番号はA21。

## 概要
近鉄が前身の大阪電気軌道のころから開発してきたあやめ池に開設された駅で、あやめ池遊園地、ならびにOSK日本歌劇団の劇場のアクセス駅としても利用された。
かつては近鉄自身も遊園地に合わせて駅名を「あやめ池」と表記することが多かったが、2004年に全線で正式な駅名表記に改めてからは「菖蒲池」と書かれるようになった。なお、奈良きたまちには「菖蒲池町」という地名があるが、こちらは「しょうぶいけちょう」と読み当駅とは関係がない。当駅前は「あやめ池北・南」という町名である。

## 歴史
1923年（大正12年）9月9日開業。近鉄によるあやめ池の開発は前身の大阪電気軌道時代にさかのぼり、乗客の誘致を図るため大阪から芸者を迎え、この地に住まわせ茶屋等を開かせたことが始まりとされる。いわば近鉄の沿線開発のルーツとも呼べるであろう場所である。
その後1926年（大正15年）6月11日には当地にあやめ池遊園地が開園。1950年（昭和25年）から大阪松竹歌劇団（のちのOSK日本歌劇団）があやめ池での公演をはじめると1967年（昭和40年）からは劇場を併設し、あやめ池遊園地を同劇団の本拠地とした。当時関西では宝塚市に匹敵する規模の行楽地として関西一円から利用客を集め、大正年間から昭和中期まで当地に人が絶えることは無いとまで言われた。
しかしそれ以後、多くの人々の行楽場所として親しまれてきた「あやめ池」は、昭和後期頃から設備投資に目新しさが薄れ、さらに劇団経営の不振や近鉄の業績悪化により2003年（平成15年）に劇団は解散、次いで巨大テーマパークの台頭で利用客数の回復が見込めない等の理由で、2004年（平成16年）6月に遊園地は78年の歴史に幕を閉じた。同年、同じく近鉄の文化事業で上本町ターミナル核事業の一つであった近鉄劇場も閉鎖されている。
なお、遊園地跡には2010年（平成22年）4月に近畿大学附属幼稚園・小学校が移転され、2010年4月6日から開校日（平日のみ）には朝の奈良行き快速急行が臨時停車している（8:14発、8:32発）。

### 年表
- 1923年（大正12年）9月9日：大阪電気軌道の臨時駅として富雄 - 西大寺（現在の大和西大寺）間に開業[6]。
- 1924年（大正13年）9月：常設駅化[6]。
- 1926年（大正15年）6月11日：あやめ池遊園地が開園[7]。
- 1941年（昭和16年）3月15日：参宮急行電鉄との合併により関西急行鉄道の駅となる[7]。
- 1944年（昭和19年）6月1日：会社合併により近畿日本鉄道の駅となる[7]。
- 2004年（平成16年）6月6日：あやめ池遊園地が閉園[8]。
- 2007年（平成19年）4月1日：PiTaPa使用開始[9]。

## 駅構造
相対式2面2線のホームを持つ地上駅。
改札は上下線で分離されており、構内踏切等の連絡線はない。また、傾斜面上に駅があるため、1番ホーム側改札口とホームへは段差がある。（車いす利用者のためのスロープが設置されている。）
大和西大寺駅管理の有人駅で、PiTaPa・ICOCA対応の自動改札機および自動精算機（回数券カードおよびICカードのチャージに対応）が設置されている。

### のりば
| のりば | 路線     | 方向 | 行先               |
| ------ | -------- | ---- | ------------------ |
| 1      | A 奈良線 | 下り | 近鉄奈良方面       |
| 2      | A 奈良線 | 上り | 大阪難波・尼崎方面 |

- 2004年6月までは遊園地の利便性を図るため、一部のシーズンを除いた土休日の朝から夕方の時間に快速急行と急行（天理臨を含むが土曜日の10両編成の列車は通過）を臨時停車させていた。これは1972年以前の無料特急時代から行われていた。

## 利用状況
近年の1日あたりの乗降・乗車人員は下記の通り。
| 年度   | 特定日   | 特定日   | 1日平均 乗車人員 |
| 年度   | 調査日   | 乗降人員 | 1日平均 乗車人員 |
| ------ | -------- | -------- | ---------------- |
| 1985年 | -        | -        | 7,334            |
| 1986年 | -        | -        | 7,509            |
| 1987年 | -        | -        | 7,625            |
| 1988年 | -        | -        | 7,643            |
| 1989年 | -        | -        | 7,720            |
| 1990年 | -        | -        | 7,491            |
| 1991年 | -        | -        | 7,675            |
| 1992年 | -        | -        | 7,551            |
| 1993年 | -        | -        | 7,482            |
| 1994年 | -        | -        | 7,219            |
| 1995年 | -        | -        | 7,174            |
| 1996年 | -        | -        | 7,037            |
| 1997年 | -        | -        | 6,727            |
| 1998年 | -        | -        | 6,515            |
| 1999年 | -        | -        | 6,436            |
| 2000年 | -        | -        | 6,378            |
| 2001年 | -        | -        | 6,296            |
| 2002年 | -        | -        | 6,195            |
| 2003年 | -        | -        | 6,146            |
| 2004年 | -        | -        | 5,720            |
| 2005年 | 11月08日 | 11,408   | 5,434            |
| 2006年 | -        | -        | 5,263            |
| 2007年 | -        | -        | 5,245            |
| 2008年 | 11月18日 | 10,593   | 5,187            |
| 2009年 | -        | -        | 4,871            |
| 2010年 | 11月09日 | 11,860   | 5,589            |
| 2011年 | -        | -        | 5,736            |
| 2012年 | 11月13日 | 12,150   | 5,850            |
| 2013年 | -        | -        | 6,066            |
| 2014年 | -        | -        | 6,010            |
| 2015年 | 11月10日 | 13,337   | 6,131            |
| 2016年 | -        | -        | 6,167            |
| 2017年 | -        | -        | 6,148            |
| 2018年 | 11月13日 | 12,583   | 6,125            |
| 2019年 | -        | -        | 6,027            |
| 2020年 | -        | -        | 4,828            |
| 2021年 | 11月09日 | 10,968   | -                |
| 2022年 | 11月08日 | 10,997   | -                |
| 2023年 | 11月07日 | 11,062   |                  |

## 駅周辺

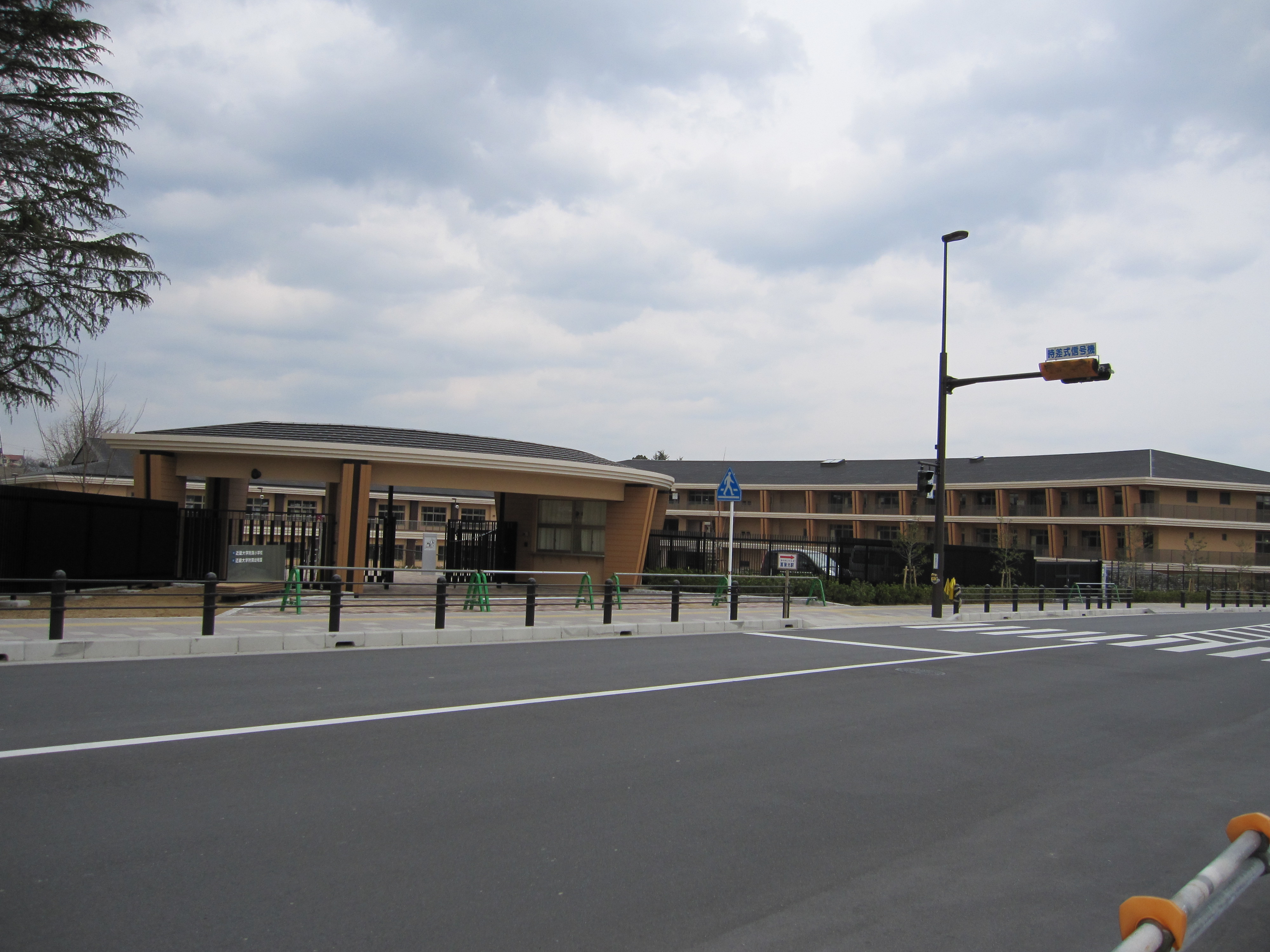
近畿大学付属幼稚園・小学校（2010年3月）

駅南側の道路は非常に狭く、駅北側の道路は近鉄の私道である。昭和の初め頃までは、秋になると駅周辺でマツタケ狩りが行われた。かつては近鉄あやめ池遊園地の最寄り駅でもあったが、同遊園地は2004年6月に閉園した（先述）。
- 近鉄あやめ池住宅地（遊園地跡地に近鉄不動産が開発）
- 菖蒲上池
- 蛙股池
- あやめ池神社
- 近畿大学附属小学校・附属幼稚園
- 奈良市立あやめ池小学校
- 東洋民俗博物館
- 中野美術館
- 大和文華館
- 奈良自動車学校
- ハーベスあやめ池店
- いそかわ あやめ池店

### バス路線
駅南口に「あやめ池駅」バス停がある。こちらは平仮名が正式な表記とされている。
奈良交通
- ［36］（あやめ池循環）阪奈菅原方面行き
- ［36］（あやめ池循環）学園前駅（南口）行き

## 隣の駅
近畿日本鉄道
A 奈良線
■快速急行・■急行
通過
- 近畿大学附属小学校・幼稚園開校日（平日のみ）には奈良行き快速急行が臨時停車する。

■準急・■区間準急・■普通
学園前駅 (A20) - 菖蒲池駅 (A21) - 大和西大寺駅 (A26)
- 括弧内は駅番号を示している。